# 144 Vibilija
144 Vibilija (mednarodno ime 144 Vibilia) je asteroid tipa C v glavnem asteroidnem pasu. 
Pripada družini asteroidov Vibilija, kjer je edini večji asteroid.

## Odkritje
Asteroid je odkril nemško-ameriški astronom Christian Heinrich Friedrich Peters  (1813 – 1890) 3. junija 1875 .
Poimenovan je po Vibiliji, boginji iz rimska mitologije.

## Lastnosti
Asteroid Vibilija obkroži Sonce v 4,32 letih. Njegova tirnica ima izsrednost 0,236, nagnjena pa je za 4,808° proti ekliptiki. Njegov premer je 141,8 km, okoli svoje osi pa se zavrti v 13,819h .